# Malle anglaise
La malle anglaise est une malle en osier inventée en France vers 1870 par la Maison Moynat. Inspirée des bahuts utilisés en Angleterre, à l'origine pour le transport du linge et de la literie, mais aussi pour les pique-niques, elle a été créée en France comme une solution pour dribbler la limite de poids des bagages instaurée par les autorités françaises. 

## Histoire
Ce genre de malle fait son apparition en France vers 1870. Elles sont dénommées dans certains documents d’époque comme malles "baskets", en raison de leur structure en osier, comme pour un panier. Inspirée des modèles de bahuts britanniques – ce qui lui a valu jusqu’à aujourd’hui ce surnom de "malle anglaise", elle est composée d'une armature en osier, recouverte d'abord de cuir, puis d'une toile forte que la rend plus étanche. Ensuite, pour la rendre complètement imperméable mais aussi plus légère, la Maison Moynat utilise la Gutta-percha pour la couvrir. 
Cette malle, dont la mise au point a demandé l'implication d'artisans vanniers et maroquiniers – qui ne travaillaient jamais ensemble, constituait une solution pour les voyageurs craignant la limite de poids imposée dans les trains français. Très légère (pesant à partir de 2 kg pour certaines), elle remplaçait les lourds articles de carton et de cuir et diminuait considérablement le risque de payer un excédent de bagage.  Peu à peu l'osier et la toile forte enduite de Gutta-percha remplacent le cuir et l'invention emporte un tel succès que dans plusieurs pays les malles en osier sont encore connues comme les "Moynat Trunks".